# الیور کوپر
الیور کوپر (انگلیسی: Oliver Cooper؛ زادهٔ ۲ دسامبر ۱۹۸۱) یک هنرپیشه اهل ایالات متحده آمریکا است. وی از سال ۲۰۱۰ میلادی تاکنون مشغول فعالیت بوده‌است.

## گزیده فیلمشناسی
از فیلم‌ها یا برنامه‌های تلویزیونی که وی در آن نقش داشته‌است می‌توان به آثار زیر اشاره کرد.
- پروژه ایکس (فیلم ۲۰۱۲) (۲۰۱۲)
- خماری: قسمت سوم (۲۰۱۳)
- رانر رانر (فیلم) (۲۰۱۳)
- موهاوی (فیلم) (۲۰۱۵)
- مهمانی کریسمس اداره (۲۰۱۶)
- کالیفرنیکیشن (۲۰۱۴)
- مک‌گیور (۲۰۱۶)